# جاك دايموند (لاعب كرة قدم)
جاك دايموند (بالإنجليزية: Jack Diamond) هو لاعب كرة قدم بريطاني، ولد في 12 يناير 2000. لعب مع نادي سندرلاند.